# لاري ميلر (سياسي أمريكي)
لاري ميلر (بالإنجليزية: Larry Miller)‏ هو سياسي أمريكي، ولد في 11 مارس 1954 في ممفيس في الولايات المتحدة. حزبياً، نشط في الحزب الديمقراطي. وقد انتخب عضو مجلس نواب تينيسي.